# Коробьин, Григорий Степанович
Григорий Степанович Коробьин (ок. 1742 — после 1794) — депутат Козловского дворянства в Комиссии для составления проекта нового уложения.

## Биография
Родился в период между 1741 и 1743 годами в семье капитана Вятского пехотного полка Степана Михайловича Коробьина (?—1766); мать — Прасковья Петровна (1726—?), дочь Петра Лаврентьевича и Степаниды Матвеевны Жеребятичевых.
Вступил в службу в 1758 году; с 1760 года — штык-юнкер; во время Семилетней войны в 1760—1761 годах находился на территории Пруссии. С 1764 года — подпоручик; в этом же году вышел в отставку.
В конце 1767 года или в начале 1768 года вступил в Комиссию для составления проекта нового уложения. Он не был депутатом, избранным от Козловского дворянства, а получил это достоинство от избранного первоначально капитана Семёна Саввича Муравьёва — депутаты, как известно, имели право передавать свои полномочия кому угодно, лишь бы избранное ими лицо само имело пассивные избирательные права. Муравьёв был родственником Коробьина по его материнской линии: сын его бабушки Степаниды Матвеевны Жеребятичевой от её второго брака с Саввой Тимофеевичем Муравьевым. В комиссии Коробьин примкнул к прогрессивной партии Комиссии и стал одним из самых деятельных участников в прениях, возникших по поводу крепостного права.
Впервые своё мнение о вреде крепостного права Коробьин заявил 5 мая 1768 года при чтении указов о беглых: многочисленные побеги он объяснял тем, что помещики угнетают своих крестьян непомерными податями, отдачей внаймы за свои долги и отнятием у них их собственных доходов. Желания его, однако, были довольно скромны; они сводились к уменьшению власти помещика над имуществом крестьян и более точному определению размера оброка; власть помещика над личностью крепостных должна была, по мнению Коробьина, остаться в прежних размерах. Тем не менее, и эти умеренные требования встретили сильный отпор; на мнение Коробьина было подано очень много возражений. Отмену крепостного права находили делом несвоевременным, и даже в России невозможным, указывали на испорченность крестьян; Коробьина упрекали в том, что его мнение противоречит наказу, данному его предшественнику; действительно, козловский наказ был составлен в крепостническом духе. Коробьин уверенно и умело 21 мая ответил всем своим противникам.
Многочисленность возражений по существу, сделанных Коробьину, не означало однако, что большинство ему не сочувствовало: в том же заседании (5 мая), при баллотировке в члены комиссии для рассмотрения порядка сборов и расходов, Коробьин получил 174 избирательных шара из 287; 14 мая при баллотировке в комиссию о рудокопании, сбережении лесов и торговле, Коробьин получил 260 избирательных из 306, что было редкостью в баллотировках комиссии Это можно рассматривать, как тот факт, что отношение большинства не было враждебно Коробьину; не было оно враждебно, следовательно, и его мысли об улучшении быта крестьян.
Некоторые депутаты даже прямо высказывали сочувствие Коробьину, дополняя с своей стороны и развивая его предложение, например, Козельский, Жеребцов и др. Справедливость требует, однако, отметить одну слабую сторону во мнении Коробьина, на которую указывали почти все его противники: он предлагал уменьшение власти помещиков над имуществом крестьян — и в то же время, сохранение, в прежнем объёме их власти, над личностью крепостных — в этом, очевидно, заключается противоречие, и осуществление такого порядка повело бы к очень нежелательным последствиям. Осознав это противоречие, позднее он высказывался уже более определённо. Так при обсуждении внесенного в собрание проекта о правах благородных он отстаивал против князя Щербатова 13 статью II главы проекта, по которой благородные получали право освобождать своих крепостных («право владения крепостных своих деревень переменить на право деревень свободных»).
В споре с князем Щербатовым Коробьин хотел, кроме того, высказать своё мнение о том, в какой степени подданным вообще может быть дарована свобода, но был остановлен маршалом собрания Бибиковым. В протоколе заседания комиссии 17 сентября 1768 г. по этому поводу сказано: 

Господин депутат Козловский от дворянства говорил: «…Имя свободы отнюдь не вредно. Я бы вам это доказал в другом месте, или если б я вам сказать мог тихо»… Тогда г. маршал объявил г. депутату Коробьину, что «доказательства ваши вы все ясно и без закрытия говорить можете, ибо ничего такого тут быть не должно, что тайно или скрыто говорить надлежит, но все с благопристойностью откровенно говорено быть должно».
С этого момента Коробьин прекратил свою деятельность в комиссии. В следующие два заседания, когда дело дошло до ст. 17, 21, 22, 23 и 27 гл. II проекта, на которые раньше Коробьин записался говорить, было объявлено, что его нет в собрании. Наконец, месяц с небольшим спустя было объявлено, что Коробьин сдал на время своё звание Василию Родионову, поручику артиллерии бомбардирного полка.
А. И. Тургенев в своем предисловии к запискам Винского «Моя жизнь» (напечатаны в «Русском архиве» за 1877 г. Т. I) писал: 

Описывая законодательство Екатерины и именно комиссии для составления проекта Нового Уложения, под заглавием «Русские Фоксы и Шериданы», Винский сообщает важный исторический факт: «Из всего происходившего в сей комиссии достопамятнейшим может почесться публичное прение кн. Щербатова с депутатом Коробьиным, которое прекращено было без дальнейших пустословий объявленной через Вяземского волей Государыни».
Из рассмотрения тех статей проекта о правах благородных, которые Коробьин защищал или выразил желание защищать, видно, что почти все эти статьи даруют довольно значительные привилегии дворянству: освобождают его от обязательной службы, позволяют ему выезжать за границу и даже менять подданство; наделяют дворянство обширными правами по распоряжению своим имуществом; и так, отстаивая интересы крепостных, Коробьин защищал и привилегии других сословий, раз эти привилегии не были в ущерб остальному населению; его конечной целью было, по-видимому, не уменьшение сословных прав вообще, а, напротив, увеличение, уравнение и распространение их на все слои общества.
В 1794 году Григорий Степанович Коробьин встречается как предводитель дворянства Михайловского уезда Рязанской губернии в чине секунд-майора.
Жена Г. С. Коробьина: Прасковья Степановна (1767—1827), дочь тульского помещика Степана Ивановича Арсеньева.